# カラフル (2010年の映画)
『カラフル』（Colorful）は、森絵都の同題の小説を原作とする長編アニメーション映画。2010年8月21日より全国東宝系劇場104スクリーンで公開された。

## 概要
本作は、直木賞作家・森絵都が1998年に発表したベストセラー小説『カラフル』をアニメ映画化した作品。原作小説は第46回産経児童出版文化賞を受賞するなどヤングアダルト向けの小説として高く評価されており、2000年には森田芳光監督で実写映画化もされている。
監督は『クレヨンしんちゃん 嵐を呼ぶ モーレツ!オトナ帝国の逆襲』や『河童のクゥと夏休み』などで知られる原恵一、制作はサンライズとアセンションが担当した。原がサンライズと仕事をするのは本作が初めてとなる。
声優陣は主役に原の監督作『河童のクゥと夏休み』のクゥ役を演じた冨澤風斗が起用されたほか、宮﨑あおい、麻生久美子ら実写の俳優陣が出演している。
本作は、大きな過ちを犯して死んだ"ぼく"が人生に再挑戦するチャンスを与えられ、自殺した中学生の体を借りて生きていくなかで、家族や同級生との関係を通して本当に大切なものが何かに気づかされていく姿を描いている。
映画のプロモーションとして、2010年6月17日から5日間連続のミニ特番『映画「カラフル」 豪華キャストが彩る世界』がフジテレビでのみ放送された。また同年8月17日以降、関西テレビ他（一部地域は遅れネット）で、メイキング特番『映画「カラフル」 かつて中学生だったあなたへ』が放送された。
アヌシー国際アニメーション映画祭の長編コンペティション部門で特別賞と観客賞を受賞した。また脚本を担当した丸尾みほが本作で2011年開催の第10回東京アニメアワードの個人賞である脚本賞を受賞している。
興行収入は約2.99億円を記録している。

## 作品の舞台設定
本作は等々力や二子玉川といった東京都世田谷区の緑豊かな郊外を舞台にしている。原作小説は世田谷を舞台にはしていないが、実際に映画の舞台となった場所の近所に住んでいる原が「身近な場所で作ってしまおう」と思って設定した。
映画では小林真が自殺したのは「10月11日」で、作中でも秋から冬にかけての風景が描かれている。作中には11月1日が土曜日となっている11月のカレンダーが描かれる場面がある。

## あらすじ
冥界の停車場。亡者の「ぼく」は一度死んだはずだが、天使プラプラに「抽選にあたりました!」と言われ、生まれ変わり「小林真」という中学生としてもう一度人生をやり直すチャンスを与えられる。「ぼく」の魂は、病院で死亡宣告されたばかりの小林真の体に乗り移り、「ぼく」は退院した真としてプラプラの付き添いで小林家で生活をはじめる。真は好意を抱いていた後輩の桑原ひろかが見知らぬ男とラブホテルに入ったこと、同じホテルから母親が不倫相手と出てくるのを目撃したことで自殺を図ったらしい。「ぼく」は不倫した母親を嫌悪する。「ぼく」は真として登校を再開するがクラスメイトから遠巻きにされ、イケてない女子の佐野唱子から前と違うと疑われる。
真（ぼく）は放課後、美術部に通い以前の自分が描いた絵を眺める日々が続く。ある日、真（ぼく）はひろかが中年男性とホテルに入ろうとしているのを目撃しとっさに連れて逃げる。あっけらかんとしているひろかに、真（ぼく）はショックを受ける。帰宅した真（ぼく）は心配する母親を突き放し神社に逃げ込むんだところ、不良グループにリンチされる。唱子が見舞いに来るがベッドに押し倒して脅しつける。プラプラは「ぼく」に忠告するが「ぼく」は従わなかった。真の寿命はあと半年もなかった。
真（ぼく）はクラスの男子・早乙女と玉電の話で意気投合し、初めての友人となる。成績最低で進学に興味のなかった真（ぼく）だが、早乙女と同じ高校受験を決意。父親は真を渓流釣りに連れ出し母親の事情を明かす。母親は同居する姑とうまくいかず、亡くなったあとも精神の薬を処方されていた。真はその薬で自殺を図ったのだという。
真（ぼく）は相反する気持ちに悩むひろかに人間はカラフルでいいのだとアドバイスする。真の両親と兄の満は真に芸術系高校への進学を薦める。真（ぼく）は友人の早乙女と同じ高校に行きたいと涙ながらに訴え、ようやく家族とわかりあう。
真（ぼく）はプラプラに呼び出される。真（ぼく）は自分が自殺した真本人の魂だと思い出す。プラプラは真の再挑戦が成功し、再び生き直せると告げて真から自分の記憶を消して姿を消す。
真の携帯電話に「生きてる?」と、「P」という何者かからメールが届く。真は「僕は生きてます」と独白する。

## 登場人物
小林真 / 〈ぼく〉
声 - 冨澤風斗
本作の主人公。前世で罪を犯していた魂で、人生を再挑戦する機会を与えられ、自殺を図って死んだばかりの中学3年生・小林真の体に入り込んで蘇る。
自殺する前の真は美術部に所属しており、絵を描くことだけは好きなものの、勉強もスポーツも苦手で人一倍コンプレックスが強かった。学業成績はクラス内で最下位。
佐野唱子
声 - 宮﨑あおい
真のクラスメイトの少女。昔の真に思いを寄せており、真の様子が変わったことに気づく。
桑原ひろか
声 - 南明奈
真が憧れる少女で、同じ中学の2年生。美人で真にも天真爛漫な振舞いを見せるなど社交的だが、 高価な物を買う金銭欲しさに援助交際に手を染めている。
プラプラ
声 - まいける
少年の姿をした人生再チャレンジのガイドを務める天使で、関西弁を話す。
真以外の人間には視認できず声も聞こえないが、動物とは触れ合っている描写がある。
早乙女
声 - 入江甚儀
真のクラスメイト。真との関わりはなかったが、とあるきっかけから真と友好関係を築き、共に同じ高校を目標にし、受験勉強に励むようになる。学業成績はクラス内で最下位から二番目。
真の他に親しい友人がいるかは不明だが、誰にでも対等に接する人物。
卓球部に所属しており、受験勉強を始める前までは部活に熱中していた。
沢田先生
声 - 藤原啓治
真の担任教師。
校長先生
声 - 納谷六朗
真の通う中学校の校長。
小林満
声 - 中尾明慶
高校3年生の真の兄。成績が良い反面、皮肉屋で口数が少なく、真とも幼少期は兄弟仲は良かったが現在は冷え切っている。しかし弟を思う気持ちは失っておらず、真が一度死んだ際に悔やむ素振りを見せたり、真が集団暴行に遭って行方が分からなくなった際には、いち早く真の行きそうな場所を当たり、第一発見者となった。
真の件で途中で進路を考え直し、医学部を受験するため一年浪人することを決意する。
真の母
声 - 麻生久美子
真の母親。フラメンコ教室教師と不倫をしていた。
真の父
声 - 高橋克実
真の父親。普通のサラリーマンで家庭での存在感は薄い。
まお
声 - 林愛夏
駄菓子屋の子供
声 - 矢島晶子、真柴摩利
医師
声 - 田中秀幸
看護師
声 - 新千恵子
「ごめんそうろう」の店員
声 - 渋谷茂
クラスメイト
声 - 安達直人、今泉玲奈、上村祐翔、内田千晶、鵜澤正太郎、小幡真裕、小越勇輝、河口舞華、海鋒拓也、今野優月、田中雄士、高宗歩未、千葉翔也、黒葛原未有、三宅史、日高里菜、宮里駿、森彩音、横川貴大、吉田伊吹

## スタッフ
- 原作 - 森絵都
- 製作 - 亀山千広、内田健二、寺田篤、夏目公一朗、北川直樹、島谷能成
- 監督・絵コンテ - 原恵一
- 脚本 - 丸尾みほ
- キャラクターデザイン - 山形厚史
- キャラクターコンセプト協力 - 佐藤卓哉
- 作画監督 - 佐藤雅弘
- 美術監督 - 中村隆
- 色彩設計 - 今泉ひろみ
- 撮影監督 - 箭内光一
- 編集 - 小島俊彦
- 音響監督 - 大熊昭
- 音楽 - 大谷幸
- CG制作 - シムイメージ
- CGプロデューサー - 嶋義信
- CGディレクター - そたさおり
- CGテクニカルディレクター - 安藤恵美
- VFXディレクター - 林成輝
- エグゼクティブプロデューサー - 石原隆、富岡秀行
- プロデューサー - 瀬田裕幸、河口佳高、杉山豊、岩上敦宏、佐野弘明、山内章弘
- 制作プロデューサー - 茂木仁史
- 制作 - サンライズ
- アニメーション制作 - アセンション
- 製作 - フジテレビジョン、サンライズ、電通、アニプレックス、ソニー・ミュージックエンタテインメント、東宝
- 配給 - 東宝

## 主題歌
イメージソング「僕が僕であるために」
作詞・作曲 - 尾崎豊 / 編曲 - Akihisa Matzura / 歌 - miwa
エンディングテーマ「青空」
作詞・作曲 - 真島昌利 / 編曲 - Akihisa Matzura / 歌 - miwa
このほか合唱曲「COSMOS」、アンジェラ・アキの「手紙 〜拝啓 十五の君へ〜」と、はしだのりひこの「風」が劇伴音楽として使用されている（「風」はメロディーのみ）。

## 受賞歴
- 第4回ソウル国際家族映像祝祭 外国映画部門観客賞
- 第14回文化庁メディア芸術祭アニメーション部門 優秀賞[10][11]
- 第34回日本アカデミー賞優秀アニメーション作品賞[12][13]
- 第65回毎日映画コンクールアニメーション映画賞
- 東京アニメアワード2011 個人部門脚本賞（丸尾みほ）[14]
- 第20回日本映画プロフェッショナル大賞 ベストテン第10位
- 第35回アヌシー国際アニメーション映画祭 長編作品特別賞＆観客賞

## 映像ソフト
2011年4月20日に発売。Blu-rayとDVDでのリリース。発売元はアニプレックス、販売元はソニー・ミュージックディストリビューション。
- カラフル 完全生産限定版（本編Blu-ray+本編DVD+特典DVDの3枚組）
  - ディスク1：本編Blu-ray
    - 映像特典
      - 特報・劇場予告編集

    - 音声特典
      - オーディオコメンタリー（監督：原恵一×麻生久美子×アニメ評論家：藤津亮太）

  - ディスク2：本編DVD
    - 映像特典：本編Blu-rayと同様

  - ディスク3：特典DVD
    - 作品を彩る魅力の三原色
    - 〜かつて中学生だったあなたへ〜
    - 豪華キャストが彩る世界 アニメ映画「カラフル」
    - 完成披露イベント スペシャルムービー
    - 中高生試写会
    - 初日舞台挨拶
    - 設定ギャラリー集（美術設定 / 美術ボード）
    - TVスポット集

  - 封入特典
    - ブックレット（40P）
    - 「真の絵」レプリカイラストカード
    - フィルムブックマーク（5コマ）

  - 特製クリアーアウターケース付き描き下ろしデジパック3枚組仕様
- カラフル Blu-ray通常版（1枚組）
- カラフル DVD通常版（1枚組）